# Antineutrino
Antineutrino sunt antiparticulele corespunzătoare neutrino. Fac parte din grupul leptonilor. Acestea sunt produse în dezintegrare beta-, când un neutron este transformat într-un proton. Au spinul 1/2. Se clasifică în antineutrino muonic, electronic și tauonic.